# گرهارد پوشنر
گرهارد پوشنر (انگلیسی: Gerhard Poschner؛ زادهٔ ۲۳ سپتامبر ۱۹۶۹) بازیکن فوتبال اهل آلمان است که در پست هافبک بازی می‌کرد.
از باشگاه‌هایی که در آن بازی کرده‌است می‌توان به باشگاه فوتبال راپید وین، باشگاه فوتبال بروسیا دورتموند، باشگاه فوتبال مونیخ ۱۸۶۰، باشگاه فوتبال رایو وایکانو، باشگاه فوتبال ونتزیا و باشگاه فوتبال اشتوتگارت اشاره کرد.
وی همچنین در تیم‌های ملی فوتبال زیر ۲۱ سال آلمان و جوانان آلمان بازی کرده‌است.